# العلاقات النرويجية الكينية
العلاقات النرويجية الكينية هي العلاقات الثنائية التي تجمع بين النرويج وكينيا.

## مقارنة بين البلدين
هذه مقارنة عامة ومرجعية للدولتين:
| وجه المقارنة                                              | النرويج                                                   | كينيا                         |
| --------------------------------------------------------- | --------------------------------------------------------- | ----------------------------- |
| المساحة (كم2)                                             | 385.21 ألف                                                | 581.31 ألف                    |
| عدد السكان (نسمة)                                         | 5.33 مليون                                                | 48.47 مليون                   |
| الكثافة السكانية (ن./كم²)                                 | 13.84                                                     | 83.38                         |
| العاصمة                                                   | أوسلو                                                     | نيروبي                        |
| اللغة الرسمية                                             | بوكمول، لغات السامي، نينوشك، اللغة النرويجية              | اللغة السواحلية، لغة إنجليزية |
| العملة                                                    | كرونة نروجية                                              | شيلينغ كيني                   |
| الناتج المحلي الإجمالي (بليون دولار)                      | 398.83 مليار                                              | 74.94 مليار                   |
| الناتج المحلي الإجمالي (تعادل القوة الشرائية) بليون دولار | 322.23 مليار                                              | 142.24 مليار                  |
| الناتج المحلي الإجمالي الاسمي للفرد دولار أمريكي          | 74.40 ألف                                                 | 1.38 ألف                      |
| الناتج المحلي الإجمالي للفرد دولار أمريكي                 | 65.61 ألف                                                 | 2.95 ألف                      |
| مؤشر التنمية البشرية                                      | 0.944                                                     | 0.548                         |
| رمز المكالمات الدولي                                      | +47                                                       | +254                          |
| رمز الإنترنت                                              | .no                                                       | .ke                           |
| المنطقة الزمنية                                           | ت ع م+01:00، ت ع م+02:00، توقيت وسط أوروبا، أوروبا/أوسلو ‏ | ت ع م+03:00                   |

## منظمات دولية مشتركة
يشترك البلدان في عضوية مجموعة من المنظمات الدولية، منها:
| علم المنظمة | اسم المنظمة                               | تاريخ انضمام النرويج | تاريخ انضمام كينيا |
| ----------- | ----------------------------------------- | -------------------- | ------------------ |
|             | مؤسسة التنمية الدولية                     | 24 سبتمبر 1960       | 3 فبراير 1964      |
|             | يونسكو                                    | 4 نوفمبر 1946        | 7 أبريل 1964       |
|             | وكالة ضمان الاستثمار متعدد الأطراف        | 9 أغسطس 1989         | 28 نوفمبر 1988     |
|             | الأمم المتحدة                             | 27 نوفمبر 1945       | 16 ديسمبر 1963     |
|             | الفريق المعني برصد الأرض                  | ?                    | ?                  |
|             | الاتحاد البريدي العالمي                   | ?                    | ?                  |
|             | البنك الدولي للإنشاء والتعمير             | 27 ديسمبر 1945       | 3 فبراير 1964      |
|             | الاتحاد الدولي للاتصالات                  | 1866                 | 11 أبريل 1964      |
|             | منظمة حظر الأسلحة الكيميائية              | ?                    | ?                  |
|             | مؤسسة التمويل الدولية                     | 20 يوليو 1956        | 3 فبراير 1964      |
|             | المركز الدولي لتسوية المنازعات الاستشارية | 15 سبتمبر 1967       | 2 فبراير 1967      |
|             | منظمة التجارة العالمية                    | 1995                 | 1995               |
|             | منظمة الشرطة الجنائية الدولية             | ?                    | ?                  |
|             | البنك الإفريقي للتنمية                    | 1963                 | ?                  |

## وصلات خارجية
- موقع وزارة الخارجية النرويجية
- موقع وزارة الخارجية الكينية